# Quý bà cầm quạt
Quý bà cầm quạt (tiếng Đức: Dame mit Fächer) là một bức tranh cuối cùng của họa sĩ Gustav Klimt. Bức tranh vẽ vào năm 1917, tác phẩm vẽ một người phụ nữ chưa rõ danh tính được tìm thấy trên giá vẽ trong xưởng của Gustav Klimt khi ông qua đời vào năm 1918. Giống như nhiều tác phẩm sau này của Klimt, tác phẩm kết hợp những ảnh hưởng mạnh mẽ của châu Á bao gồm nhiều họa tiết Trung Quốc.
Vào tháng 6 năm 2023, tác phẩm được Sotheby's bán đấu giá ở Luân Đôn với giá 85,3 triệu bảng Anh (108,4 triệu USD, 99,2 triệu euro), mức giá cao nhất từng đạt được ở châu Âu cho một tác phẩm nghệ thuật. Tác phẩm được mua bởi nhà buôn nghệ thuật Patti Wong đại diện cho một nhà sưu tập Hồng Kông.

## Mô tả
Bức tranh hình vuông vẽ một người phụ nữ với những lọn tóc xoăn màu hạt dẻ nổi bật trên nền màu vàng với họa tiết phương Đông. Trong lúc cô nhìn lâu về hướng bên trái, chiếc áo choàng lụa có hoa văn tuột khỏi vai và cầm chiếc quạt che phần ngực.
Các họa tiết Trung Quốc ở phông nền gồm có một con chim phượng hoàng lớn đang bay, biểu tượng của sự bất tử, hồi sinh và vận vay, cùng những đóa sen hồng tươi thắm, gắn liền với tình yêu và sắc đẹp bất biến. Một con sếu chân dài và chim trĩ vàng cũng hiện diện trong bức tranh. Độ phẳng của các hoa văn nền gợi nhớ đến nghệ thuật in mộc bản ukiyo-e của Nhật Bản, trong khi màu sắc giống với màu vàng tươi, xanh lam và đỏ son của gốm sứ tráng men Trung Quốc.
Lai lịch của người ngồi làm mẫu vẽ chưa được xác định, cùng lời suy đoán người mẫu có thể là Johanna Staude, bạn đời của Klimt Emilie Louise Flöge, hoặc một trong những vũ công ông yêu thích. Theo Bảo tàng Belvedere Viên, bức tranh được trưng bày dưới tên Dancer (Tänzerin) ngay sau khi nó được vẽ ra, ám chỉ người mẫu có thể là một vũ công ba lê hoặc vũ công nhà hát ca múa nhạc.

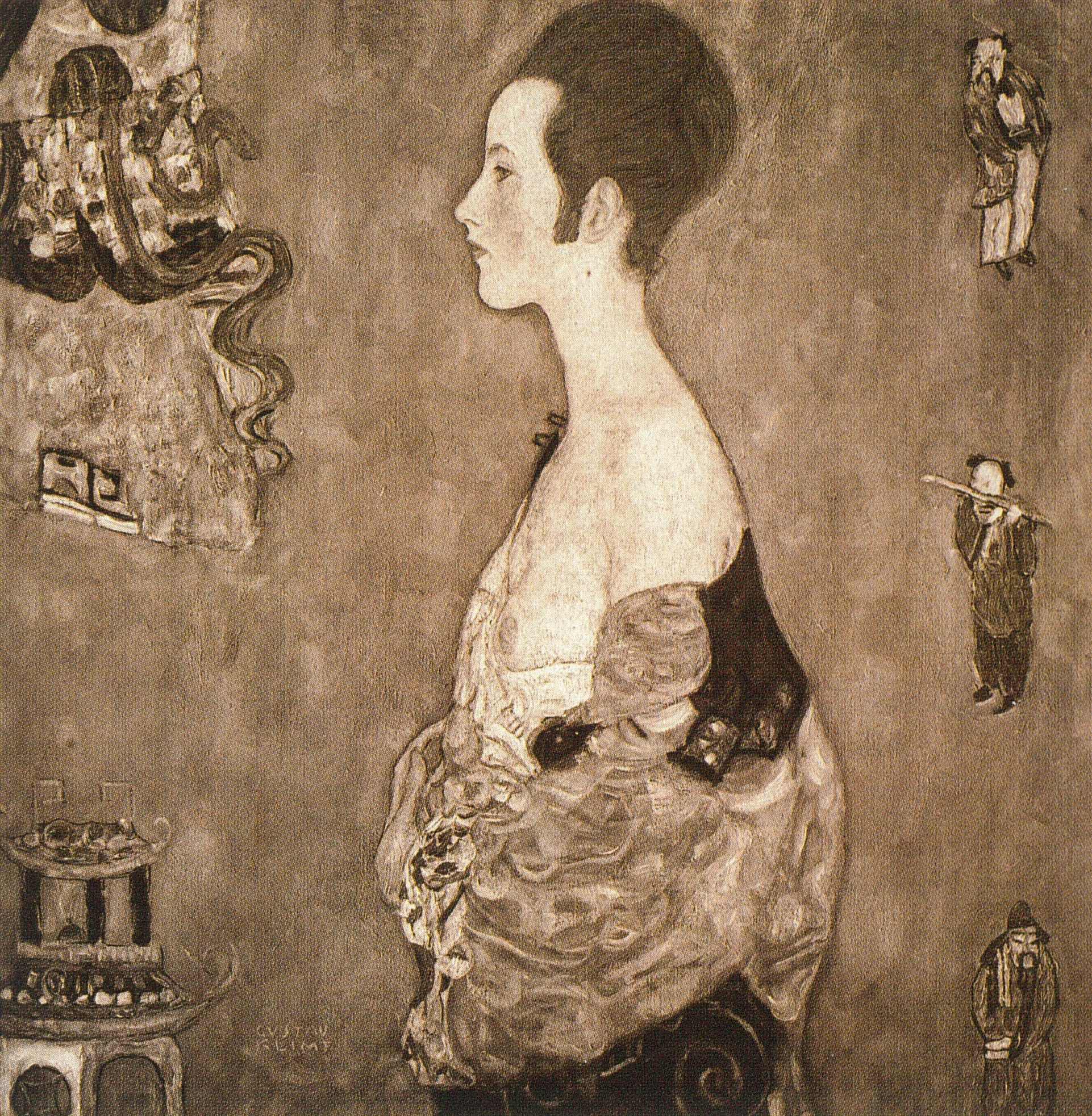
Bức chân dung Wally của Klimt (1916)

Quý bà cầm quạt có nét tương đồng với bức chân dung Wally của Klimt được ông vẽ vào năm 1916, trong đó vai trái của nhân vật để lộ ra. Trong bức tranh Girlfriends hoặc Two Women Friends (1916–1917), Klimt cũng vẽ phông nền với họa tiết phương Đông, gồm một con chim phượng hoàng lớn. Cả hai bức tranh đều bị thiêu rụi vào năm 1945 trong trận hỏa hoạn tại Lâu đài Immendorf.
Tương phản với các tác phẩm trước đó của Klimt, Quý bà cầm quạt nổi bật hơn bởi các nét vẽ không bị giới hạn và hoàn thành nhanh chóng. Trong khi một số nhà sử học nghệ thuật cho rằng tác phẩm "chưa hoàn thiện", chỉ ra những mảng vải bạt trần nhỏ như trên cánh tay của nhân vật chạm vào áo choàng, nhà phê bình nghệ thuật Kelly Grovier tranh luận sự "không ổn định và vỡ ra từng mảnh" là những gì mang lại năng lực cho bức tranh, kết luận "việc chưa hoàn thiện là điều trọn vẹn của bức tranh."

## Nguồn gốc

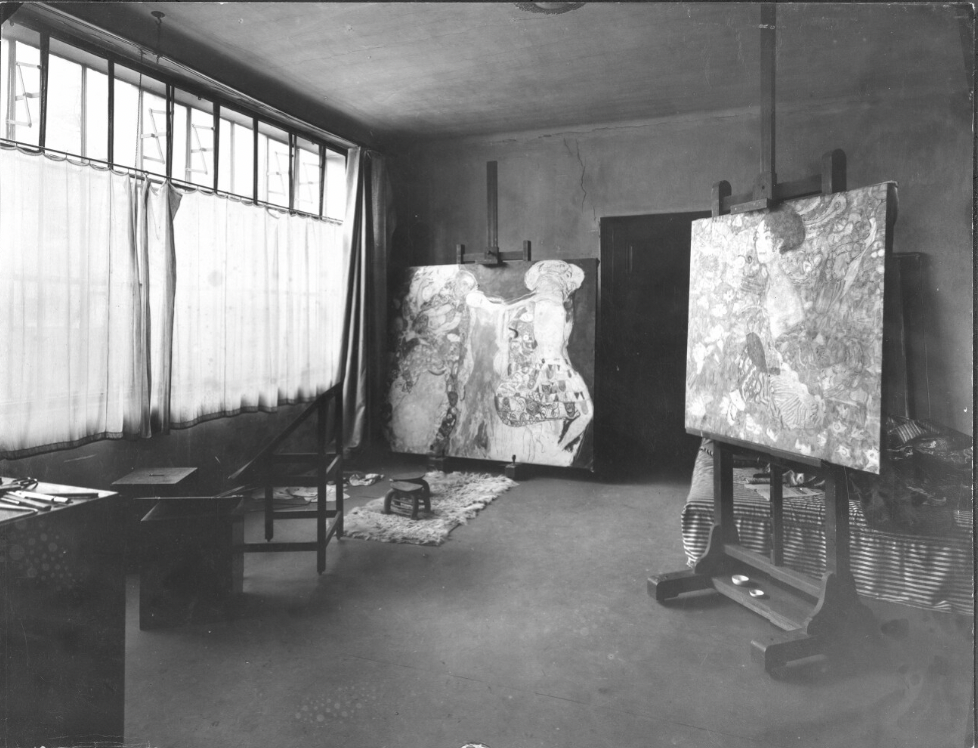
Dame mit Fächer (phải) do Moritz Nähr chụp hình trong xưởng vẽ của Klimt (1918)